# 三門峡ダム
三門峡ダム（さんもんきょうダム）は、中華人民共和国の黄河中流域、河南省と山西省の境界の三門峡の渓谷にある重力式コンクリートダムである。
このダムは多目的であり、灌漑や水力発電、水運に加えて、洪水と氷雪の調整のために建設された。工事は1957年に始まり、1960年に完了した。このダム事業は、中華人民共和国における最初の黄河の治水事業であり、一大成果とみなされていた。さらに、このダムは中国の紙幣に印刷された。
しかし、溜まり続ける貯水池の堆積物により、後々に、ダムを再設計して改修しなければならなかった。堆積物の影響で、上流域での洪水などが起き、ダムは論争の中心となり、政府当局による批判者の逮捕にまで至った。

## 歴史
何世紀にも及ぶ黄河の洪水に対応する中で、1935年初頭に技術者により最初の三門峡ダムが提案された。1954年に黄河計画委員会が設立され、ソビエト連邦の技術者の支援の下で川の調査を監督した。ソ連の技術者は三門峡地域にダムを作ることを勧めた。ダムの原案では、貯水池に対し海抜360mもの最大水位が要求されていた。これにより870,000人の立ち退きと3,500km2の浸水を要求されていた。設計は海抜340mの最大水位に修正され、立ち退き要求は400,000人になり、浸水地域はより小さくなった。
1955年に、包括的な河川流域計画報告書によりダム事業が公式に提案された。報告書は全国人民代表大会に提出され、その年に速やかに承認され、すぐに予備工事が開始された。ソ連の監督下で、工事は厳かに1957年4月13日に開始した。左岸の囲い堰工事は6月に始まり、発掘は左岸の基礎注入と共に1年後に終わった。1958年10月に、右岸の囲い堰工事が始まり、11月に川が閉鎖された。1960年6月に貯水池が満杯になり、1961年4月にダムの頂上は設計標高353m（海抜）に達した。
ダムの発電機は1973年から1975年の間に試運転された。ダムは、黄河における最初の治水事業であり肉体労働で建設された。ダムが完成すると、新たな共和国の工学的な成功として歓迎され、国の紙幣に印刷された。

### 堆積物と改修

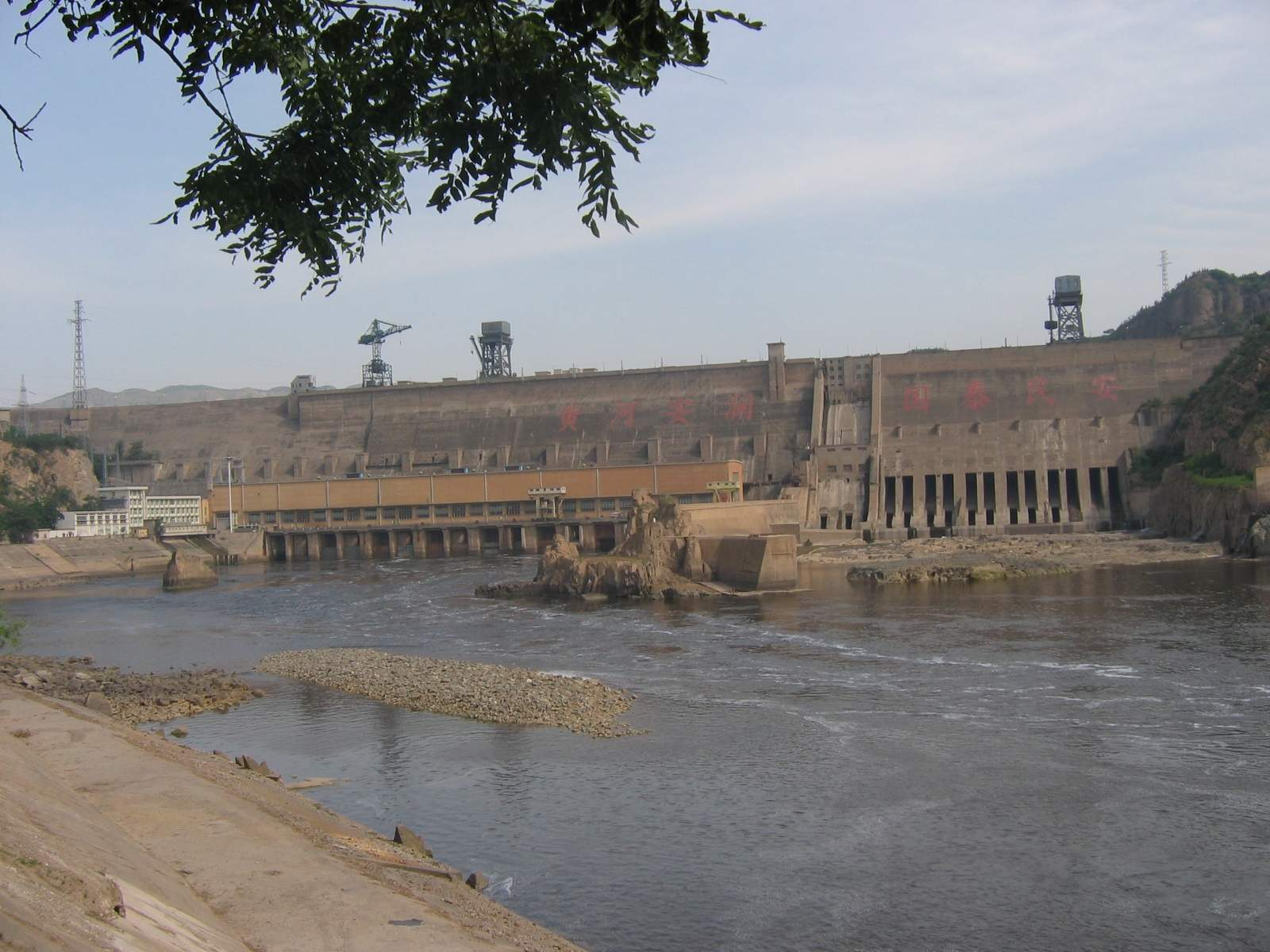
ダムの下流面（2007年）

ところが、完成してすぐに、堆積物の蓄積によりダムの利益が脅かされることになった。黄河は世界中のどの河川よりも多く堆積物を運んでいる。ゆえに、川の閉鎖から18ヶ月で、18億トンもの堆積物がダムの貯水池に蓄積した。堆積物のうち7%しか下流に流されず、海抜335mの水位の中で17%の容量がなくなった。結果、上流の水運と農地が脅かされ、100万人が追加で立ち退くことになった。12の深い水門と放水量の変化に関わらず、沈泥が貯水池、特に背水に溜まり続けた。こうした潜在的な危機に対応すべく、1964年12月に国務院総理の周恩来を交えて会議が開かれ、放出増加と沈泥の調整のためにダムのゲートハウスの改修が決まった。
改修工学は直ちに二段階に分けて行われた。第一段階では、ダムの左岸の海抜290mの高さのところで2つのトンネルを設置し、4つの水圧管を洗浄管に変えた。洗浄管は1966年に、トンネルは1967年と1968年に稼働を開始した。第二段階では、8つの底水門がダムの左側に追加され、1970年から1971年の間に稼働を開始した。1970年に沈泥が安定した。1990年に水門が稼働し、1999年に別の水門、2000年に最後の水門が稼働した。

### 論争と逮捕
土砂堆積の影響は改修された後も続き、それに伴い批判も高まった。渭水の上流では深刻な洪水が起こった。2004年、中国の水力技術者張光斗は、このダム事業を「間違い」と述べ、かつて水文学・河川工学者であった黄万里がダム建設に反対したため強制労働に従事させられた様子を記した。他の技術者もダムの存在に反対しているものの政府の報復により沈黙している。
2010年8月、中国のジャーナリストである謝朝平は、「大遷徙」（The Great Migration）という本を自費出版して、ダムと政府の政策を批判したため拘留された。翌月、出版に関わった関係者である趙順も逮捕された。謝朝平は後に保釈された。

## 設計
このダムは高さ106m、長さ713mの重力式コンクリートダムである。688,400km2の流域の先頭にあり、16,200,000,000m3の容量を持つ貯水池がある。この貯水池は2,350 km2 の地表面積を網羅し、山西省の龍門山まで246 km上流に延びている。ダムには最大で８基のタービンを保持できる発電施設があるものの現在は７基のみの設置である。５台の50ＭＷ（メガワット）および70ＭＷのフランシス水車の発電設備により総容量400ＭＷの配置になっている。